# (255) Оппавия
(255) Оппавия (чеш. Opavia) — типичный астероид главного пояса, принадлежащий к тёмным астероидам спектрального класса P. Он был открыт 31 марта 1886 года австрийским астрономом Иоганном Пализой в Венской обсерватории и назван в честь Опавы, города в Чехии (в то время являвшийся частью Австро-Венгрии), в котором родился Пализа.

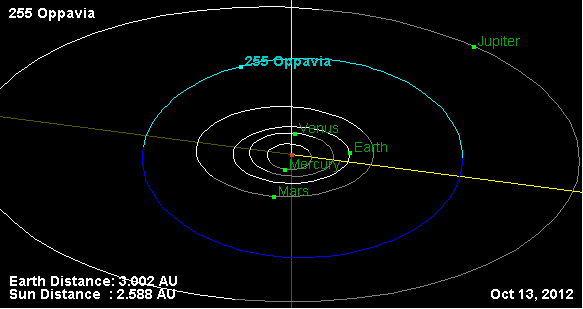
Орбита астероида Оппавия и его положение в Солнечной системе

Долгое время считалось, что Оппавия входит в состав семейства Гефьён, но, как выяснилось позднее, она оказалась всего лишь нарушителем, не имеющим никакого отношения к данному семейству и лишь случайно находящимся на орбите, схожей с теми, по которым движутся астероиды этого семейства.